# Robert Riehl

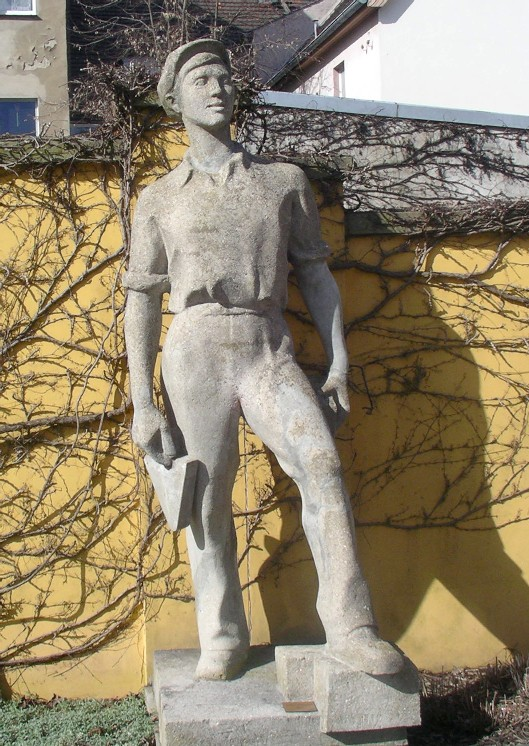
Maurer von 1955 im Museumshof in Eisenhüttenstadt

Johannes Robert Riehl (* 26. April 1924 in Viernheim; † 14. Februar 1976) war ein deutscher Bildhauer und Keramiker in der DDR.

## Leben und Wirken

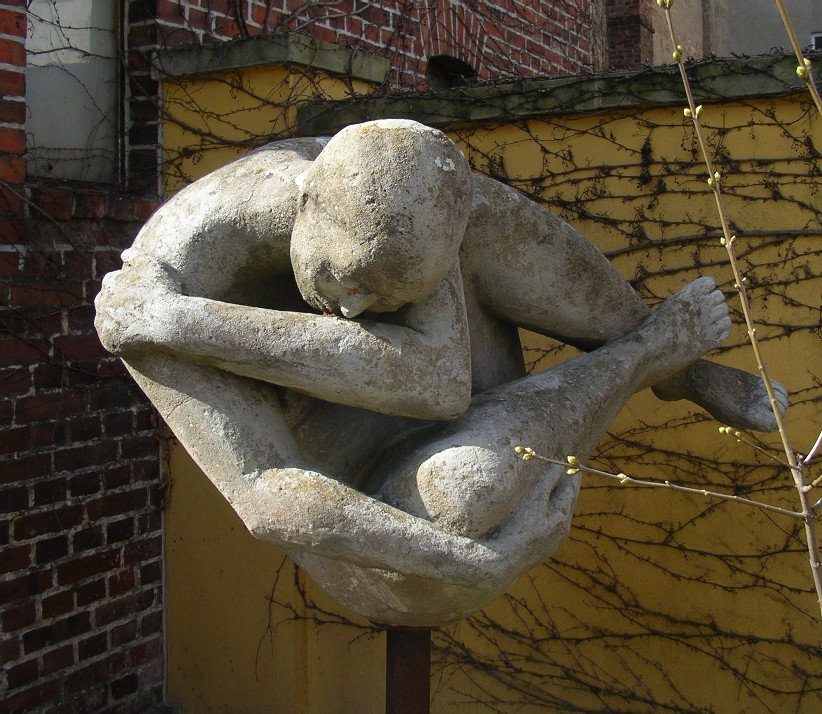
Bewahrende von 1968 im Museumshof Eisenhüttenstadt

Robert Riehl, der ursprünglich Maschinenschlosser gelernt hatte, studierte an der Akademie der Bildenden Künste München bei Josef Thorak und arbeitete ab 1945 als freier Künstler in Viernheim. In den Jahren 1951 bis 1953 war er an der Akademie der Künste der DDR Meisterschüler bei Gustav Seitz. Beim Wettbewerb für ein Ehrenmal im ehemaligen Konzentrationslager Buchenwald belegte ein Entwurf, den er gemeinsam mit dem Bildhauer Hans-Peter Goettsche unter dem Namen „Kollektiv Makarenko“ bzw. häufiger „Brigade Makarenko“ eingereicht hatte, einen der Preise.
Nach seinem Ausscheiden aus der Akademie der Künste 1953 arbeitete Riehl in einem Atelier in Stalinstadt an einem Großauftrag zur künstlerischen Gestaltung der Planstadt. Der Großauftrag der Staatlichen Kommission für Kunstangelegenheiten, des Vorläufers des Kulturministeriums der DDR, umfasste die Schaffung von vier überlebensgroßen Plastiken für das geplante Theater in Stalinstadt, heute Friedrich-Wolf-Theater. Im Frühjahr 1955 wurde ihm der Auftrag wieder entzogen, da seine Entwürfe und Vorarbeiten nicht den Vorstellungen der zuständigen Kommission entsprachen. Kurz darauf verunglückte er schwer bei einem Verkehrsunfall und war seitdem Invalide. Die Arbeit an Großplastiken war für ihn im Anschluss nicht mehr möglich. Eine seiner Arbeiten für Stalinstadt, die Skulptur eines Maurers, wurde 1960 ohne seine Beteiligung als Steinguss fertiggestellt und in Stalinstadt aufgestellt. Riehl konzentrierte sich in seinem weiteren bildhauerischen Schaffen auf Kleinplastiken und Porträts. Im Jahr 1959 stellte er Porträtplastiken in der wirtschaftswissenschaftlichen Fakultät der Humboldt-Universität zu Berlin aus. Seine Skulptur Mädchen mit Mohn wurde 1961 in der Ausstellungsreihe „Plastik und Blumen“ in Berlin-Treptow gezeigt. Weiterhin beteiligte er sich an der von Fritz Cremer organisierten Ausstellung „Junge Kunst – Graphik und Plastik“ 1962 in der Akademie der Künste der DDR in Berlin.
Nach den sehr kontroversen und ablehnenden Reaktionen auf die Ausstellung zog sich Riehl aus dem offiziellen Kunstbetrieb zurück. Zugleich wurde er von der Staatssicherheit beobachtet. Seine Invalidenrente hatte man ihm bereits in den frühen 1960er-Jahren wegen „staatsfeindlichen Schwadronierens“ erheblich gekürzt.
Ab 1968 war Riehl mit der Bildhauerin Ingeborg Hunzinger verheiratet. Er lebte in Skaby bei Berlin. Er starb am 14. Februar 1976 an Leberkrebs.

## Ausstellungen
- 1959: Ausstellung von 30 Porträtplastiken in der wirtschaftswissenschaftlichen Fakultät Humboldt-Universität zu Berlin, sowie im VEB Bergmann-Borsig, Berlin[4]
- 1961/62: Ausstellungsbeteiligung an der von Fritz Cremer initiierten Ausstellung Junge Kunst in Berlin[4]
- 1961: Beteiligung an der Ausstellung Plastik und Blumen, Berlin-Treptow[4]
- 1962: Beteiligung an der Ausstellung Junge Künstler – Graphik und Plastik vom 9. März bis 8. April 1962 in Berlin[10]
- 1970: Ausstellung im Kulturhaus Johannes R. Becher, Berlin[4]
- 2006: Zwei Entdeckungen: Der Bildhauer Robert Riehl – Skulpturen und Zeichnungen. Die frühen Bilder der Bildhauerin Ingeborg Hunzinger.[11][12]

## Werke
- Taufbecken für die Evangelische Auferstehungskirche in Viernheim, Gips, 1948.[4]
- Mädchen mit Mohn, Bronze, 1952.[4]
- Porträt Lotte Loebinger, Gips, 1952.[4]
- Maurer, Zement, 1955/60.[4]
- Schlafende, Bronze, 1960.[4]
- Flötenspieler, Bronze, 1965.[4]
- Bewahrende / Sich schützende Frau, Betonguss, Höhe ca. 90 cm, 1968/74.[13]
- Porträt Prof. Bittel, Bronze, 1968.[4]
- Große Liegende, Bronze, 1969.[4]
- Gefallener Krieger, Beton, 1972/75.[4]
- Niederkauernde, Bronze, o. J.[4]
- Sitzendes Mädchen, Bronze o. J.[4]